# Bataille de la colline 60 (Gallipoli)
Ne doit pas être confondu avec la bataille de la colline 60 qui s'est déroulée sur le front de l'Ouest.

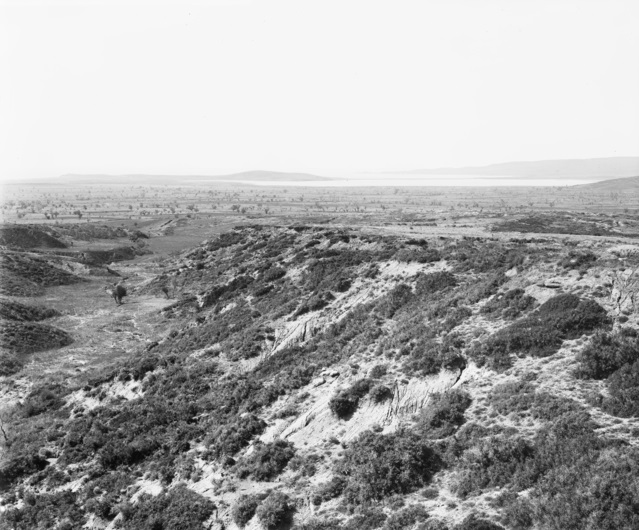
Une des photographies prises sur la péninsule de Gallipoli, sous la direction du capitaine Bean, de la mission historique australienne, pendant les mois de février et mars 1919.
On voit les tranchées turques à droite et les tranchées australiennes à gauche de Dere, la colline 60 au centre.

La bataille de la colline 60 est le dernier assaut majeur de la campagne de Gallipoli. Elle est lancée le 21 août 1915 pour coïncider avec l'attaque de la colline Scimitar (en) menée depuis le front de Suvla par le Major-General Beauvoir De Lisle (en) et son 9e corps britannique, Frederick Stopford ayant été remplacé quelques jours auparavant. La colline 60 est une colline basse à l'extrémité nord de la chaîne de Sari Bair qui domine le débarquement de la baie Suvla (en). La capture de cette colline et de la colline Scimitar aurait permis de relier solidement les débarquements d'ANZAC et de Suvla.
Deux attaques majeures sont menées par les forces alliées, la première le 21 août et la seconde le 27 août. Le premier assaut permet des gains limités dans les parties basses de la colline, mais les défenseurs ottomans parvienennt à tenir les hauteurs même après la poursuite de l'attaque par un nouveau bataillon australien le 22 août. Des renforts sont engagés, mais le deuxième assaut majeur du 27 août se déroule de la même manière, et bien que les combats autour du sommet se poursuivent pendant trois jours, à la fin de la bataille, les forces ottomanes restent en possession du sommet.